# Rolls-Royce Phantom VII

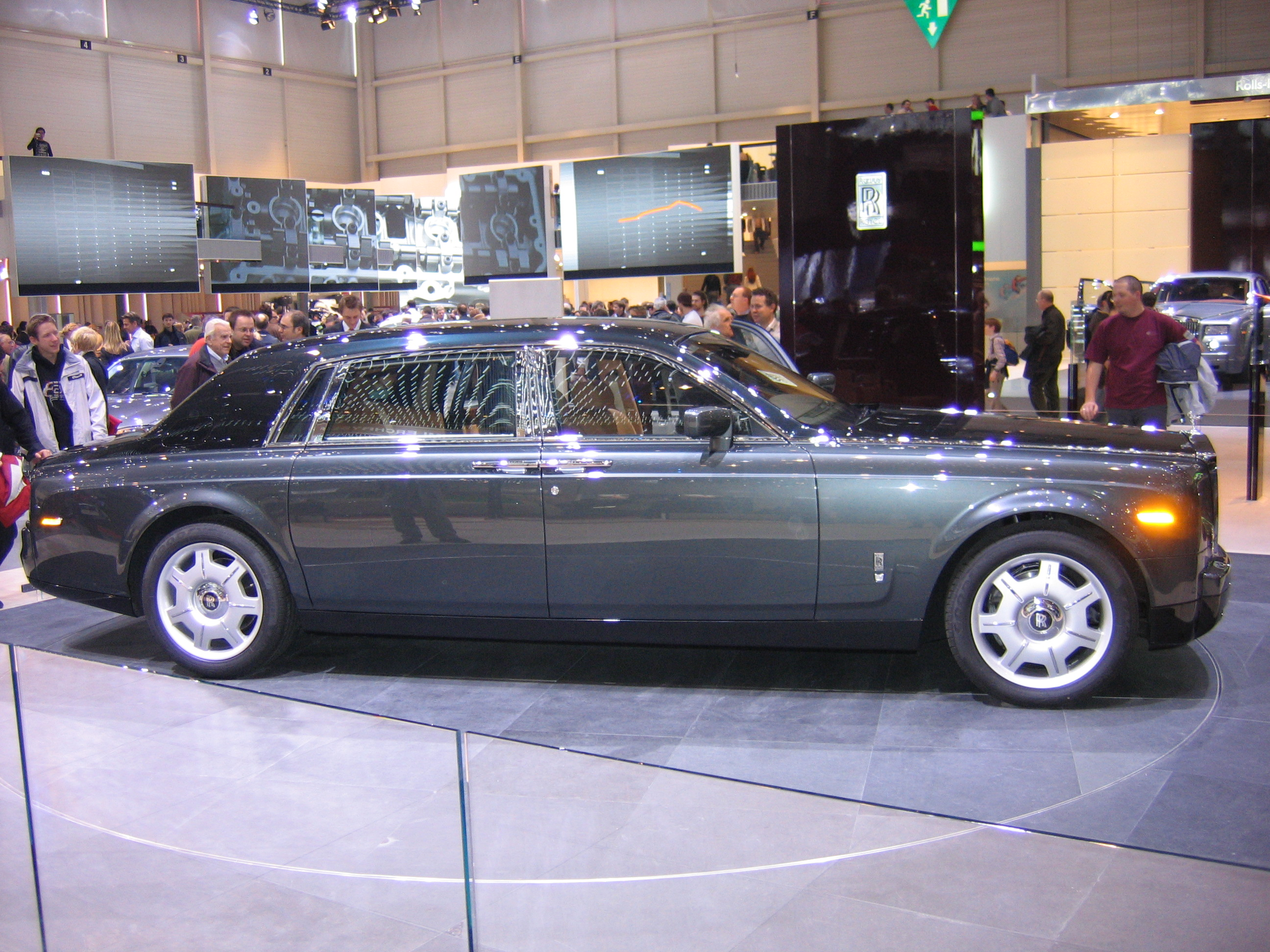
Phantom EWB

Der Rolls-Royce Phantom VII (ursprünglich vom Hersteller nur als ‚Phantom‘ bezeichnet) ist ein Pkw-Modell des Automobilherstellers Rolls-Royce Motor Cars. 
Er wurde als Limousine mit normalem Radstand und als Limousine mit verlängertem Radstand (Phantom Extended Wheelbase) gefertigt. Basierend auf der Limousine wurden außerdem die Modelle Phantom Drophead Coupé (Cabriolet) und Phantom Coupé angeboten.

## Geschichte
Seit dem 28. Juli 1998 hält der deutsche Autohersteller BMW die Markenrechte an Rolls-Royce. In Goodwood im Süden Englands entstand nach anfänglichen Schwierigkeiten das Fahrzeug mit dem Projektnamen RR01. Am 3. Januar 2003 endete die Startphase und nach vier Jahren Entwicklung wurde das Ergebnis präsentiert. Das Fahrzeug steht mit seinem Namen in der Tradition von Rolls-Royce, es ist bereits das siebte Fahrzeugmodell mit dem Namen Phantom. Technisch hat es jedoch nichts mit dem namensverwandten, bis 1991 gebauten Phantom VI gemeinsam.

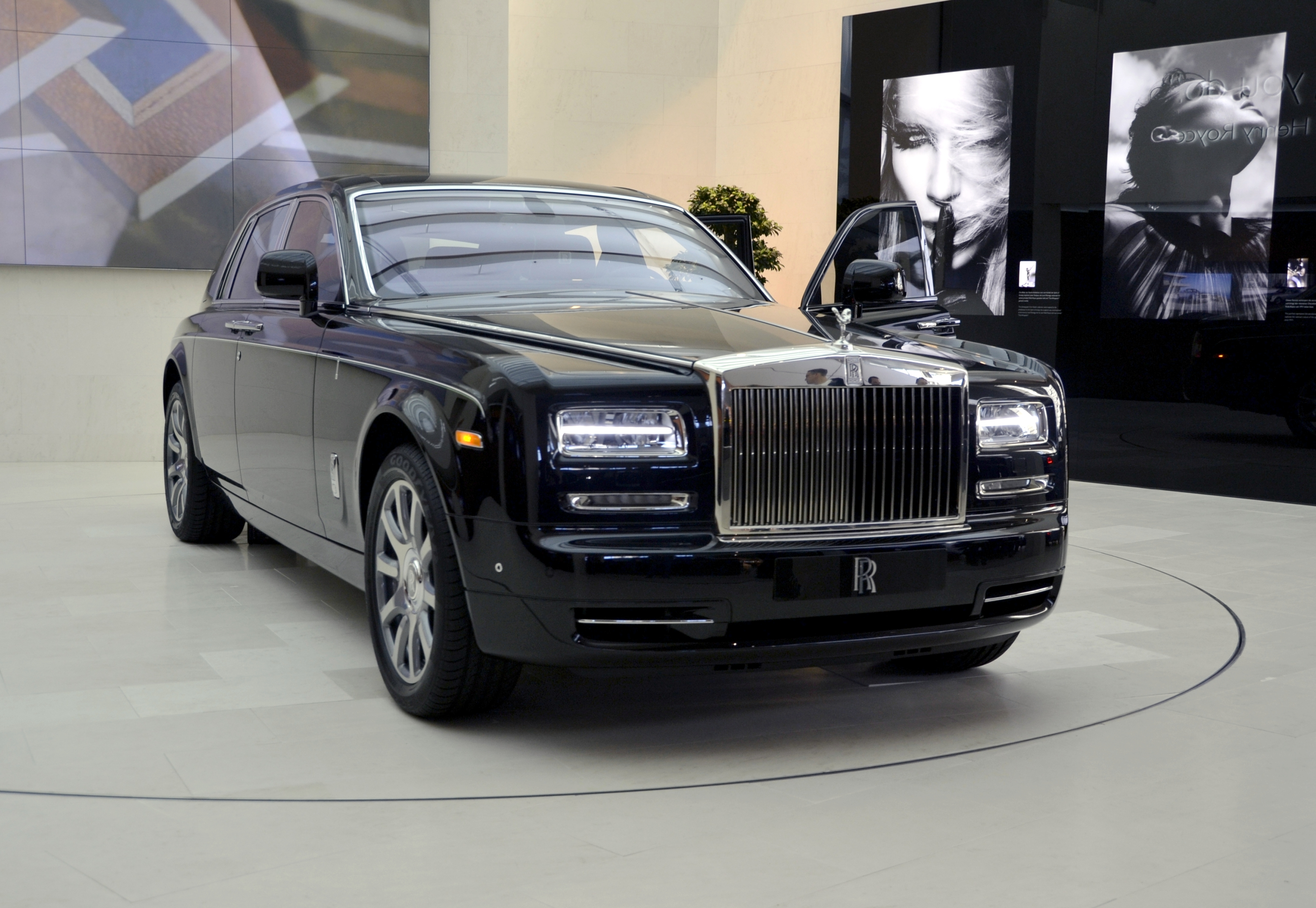
Phantom Series II (2011–2016)

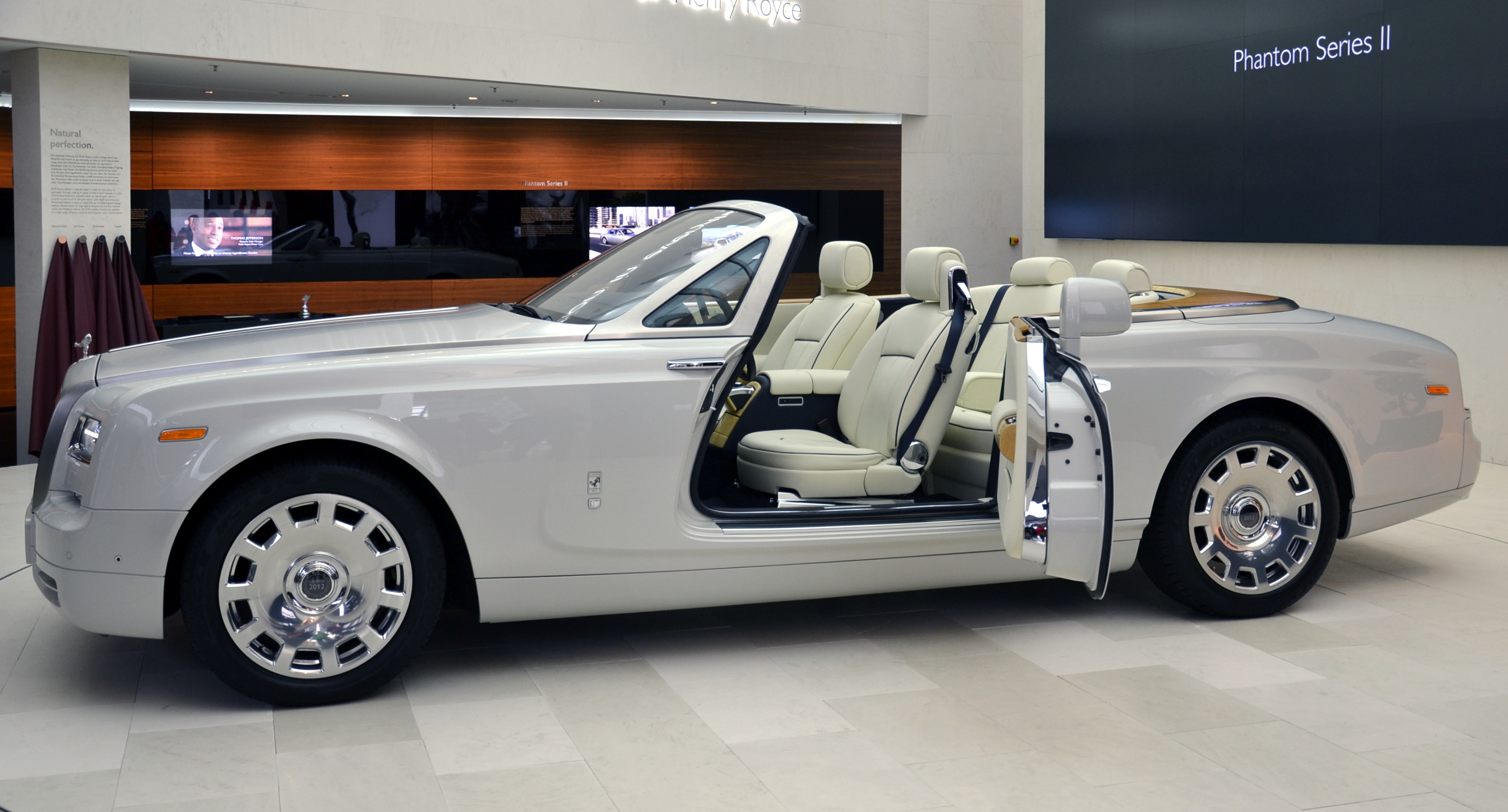
Phantom Coupé Series II (2012–2016)

Im Jahr 2011 gab es ein dezentes Facelift. Bei den neuen Modellen mussten die runden Xenon-Scheinwerfer moderneren LED-Einheiten weichen. Hinzu kamen ein dynamisches Kurvenlicht und ein überarbeitetes Navigationssystem. Zudem wurde die 6-Gang-Automatik durch eine 8-Gang-Automatik ersetzt, was den CO2-Ausstoß von 385 auf 347 Gramm je Kilometer senkte.
Verschiedene Baugruppen wurden auch an deutschen Standorten gebaut, allerdings wurde die gesamte Montage und Individualisierung in Goodwood vorgenommen.
2012 wurden nach Angaben des Kraftfahrt-Bundesamtes 14 Rolls-Royce Phantom in Deutschland neu zugelassen, ausnahmslos durch gewerbliche Halter.
Ende Januar 2017 endete die Produktion des Phantom VII, das Nachfolgemodell Phantom VIII wurde am 27. Juli 2017 vorgestellt. Die Öffentlichkeitspremiere hatte es auf der IAA im September 2017 in Frankfurt am Main, in den Handel kam es 2018. Das Cabriolet und das Coupé erhielten keinen Nachfolger.

## Stückzahlen
- 2004: 792
- 2005: 796
- 2006: 806
- 2007: 757[5]
- 2008: 644[5]
- 2009: 376[6]
- 2012: 573 + 216 Coupé[7]
- 2013: 631 + 223 Coupé[7]
- 2014: 602[8]
- 2015: 488[8]

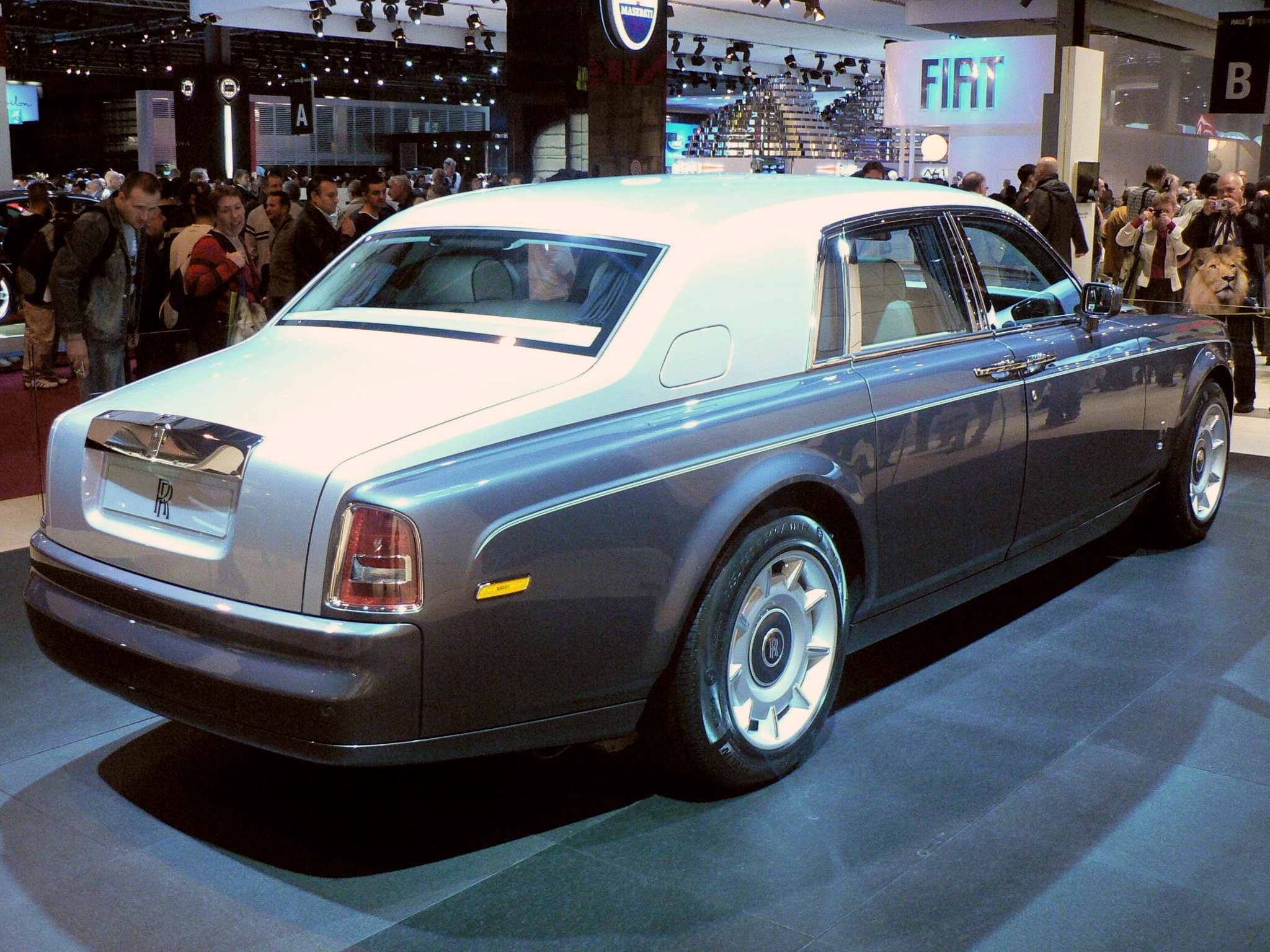
Heckansicht, Zweifarbenlack
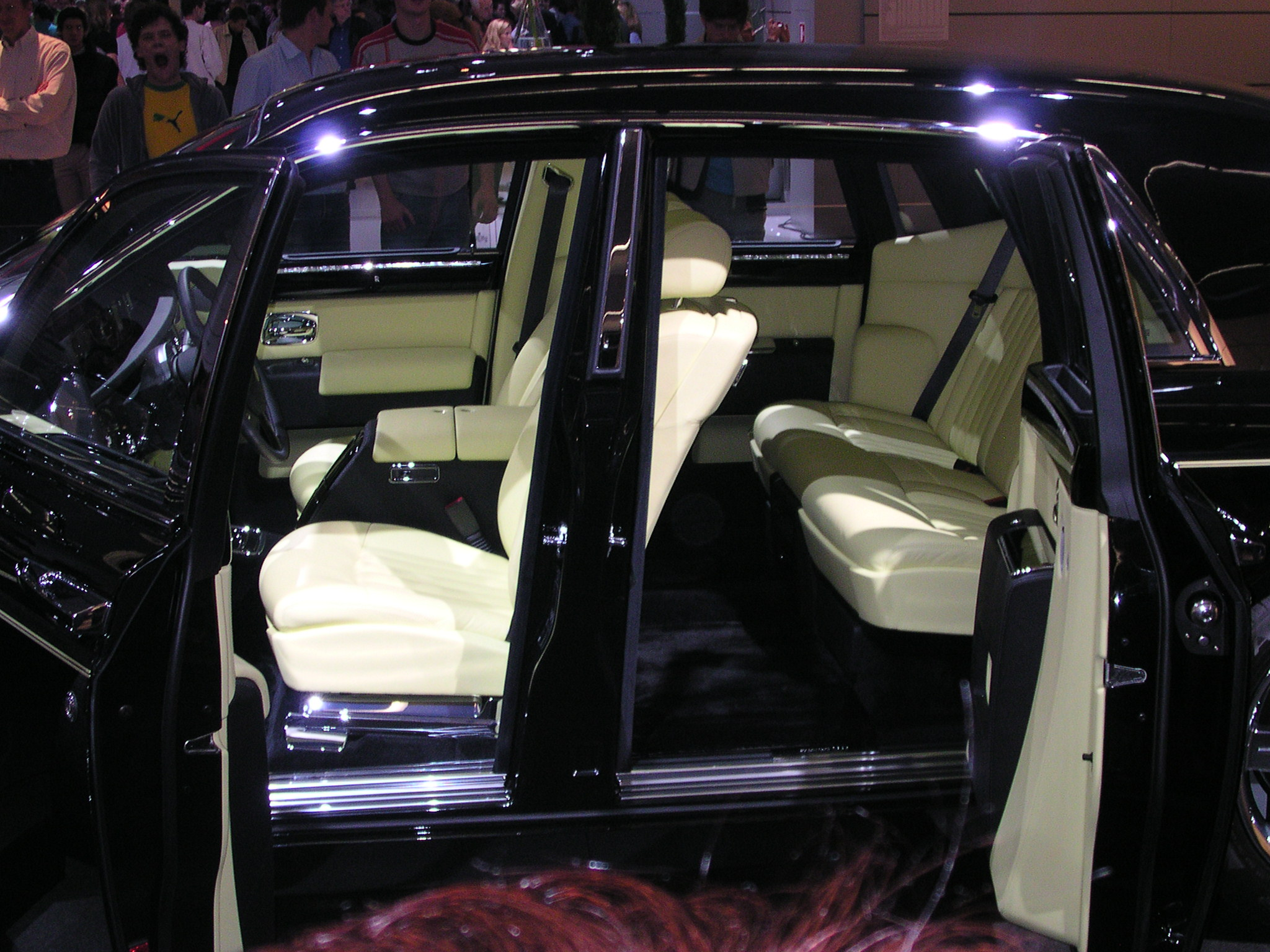
Gegenläufig öffnende Türen
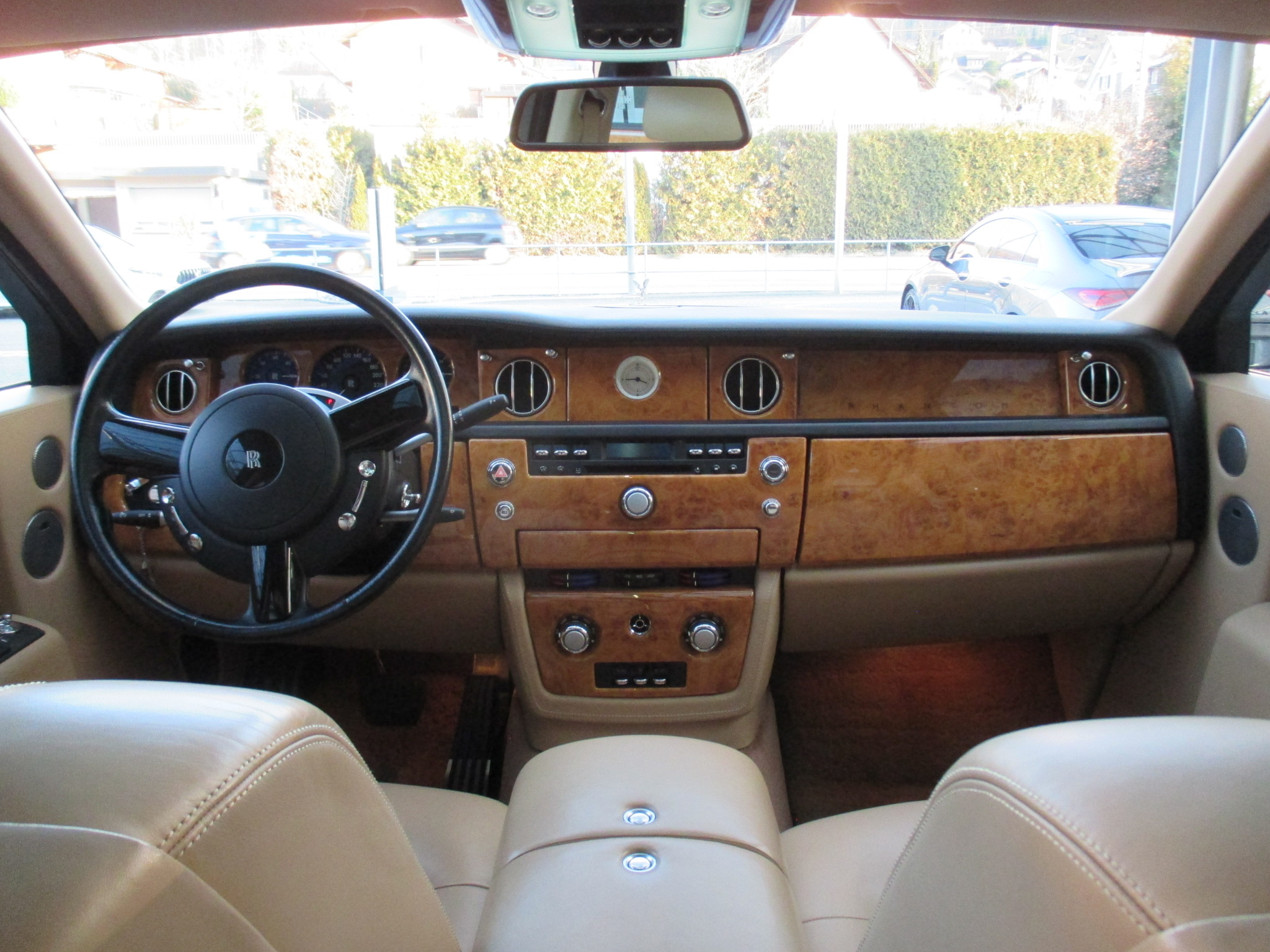
Interieur vorne
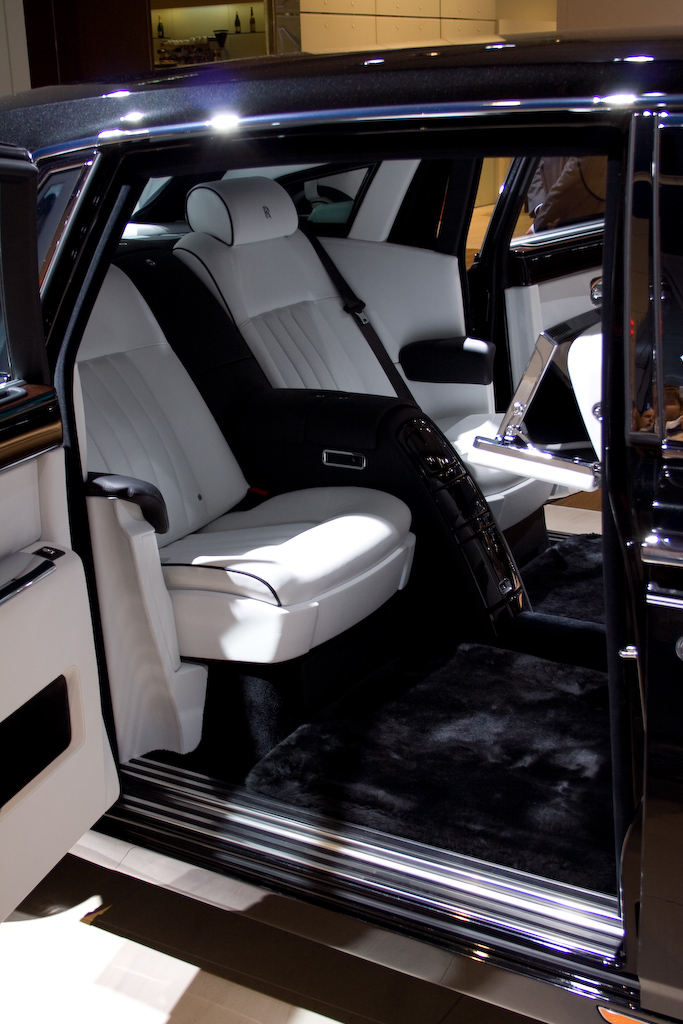
Interieur hinten (EWB)
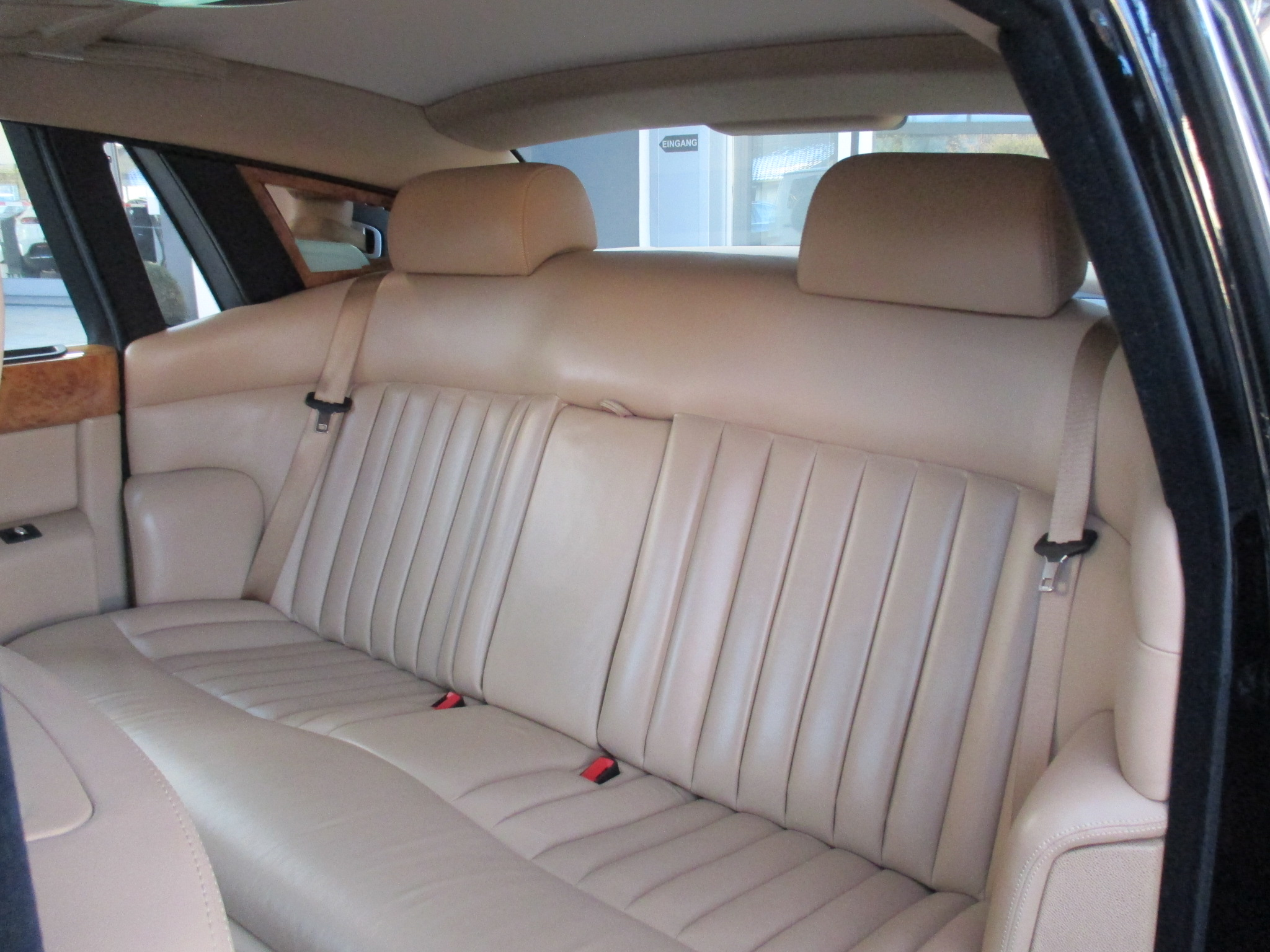
Interieur hinten (Lounge Konfiguration)
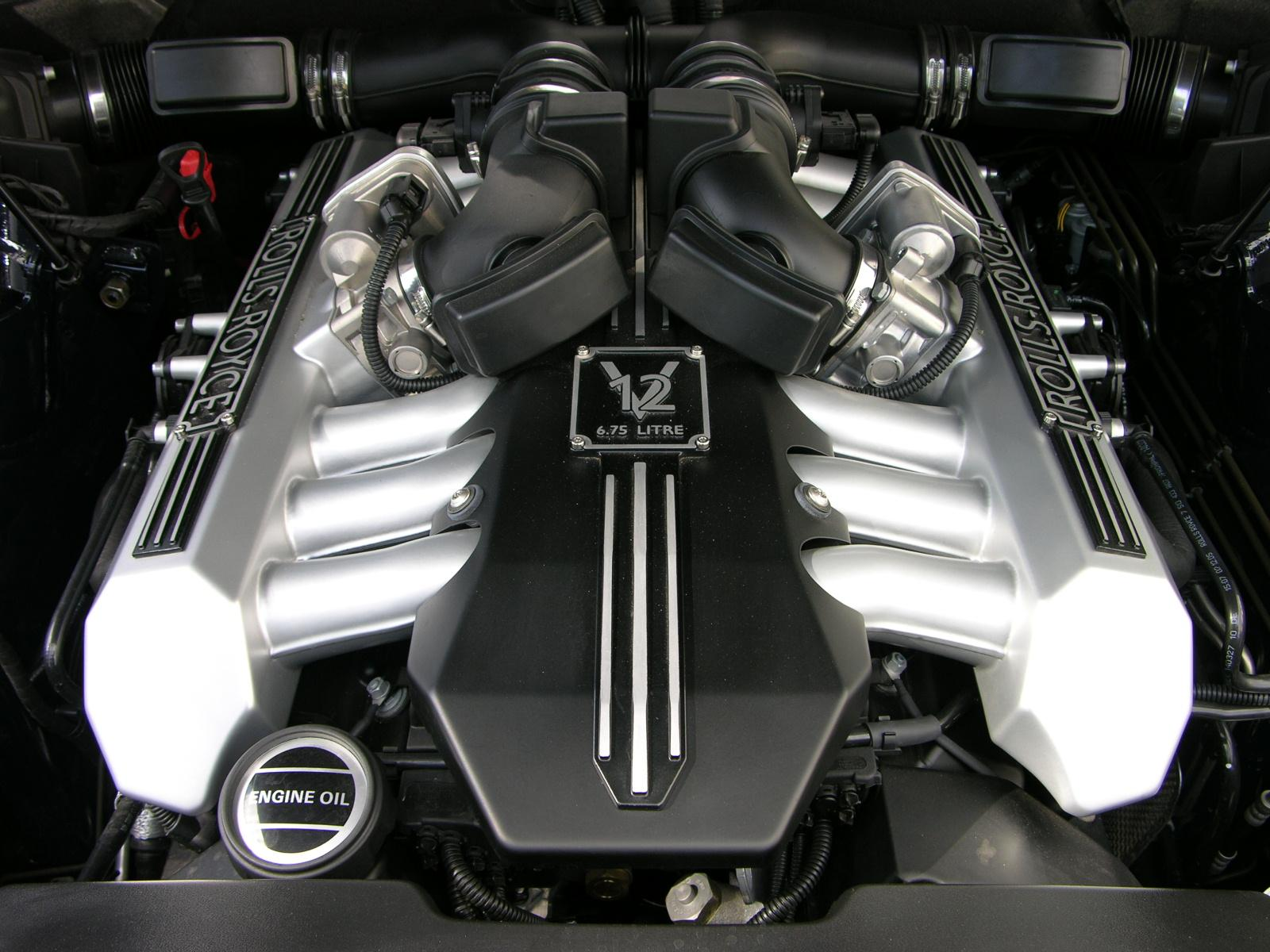
Motor
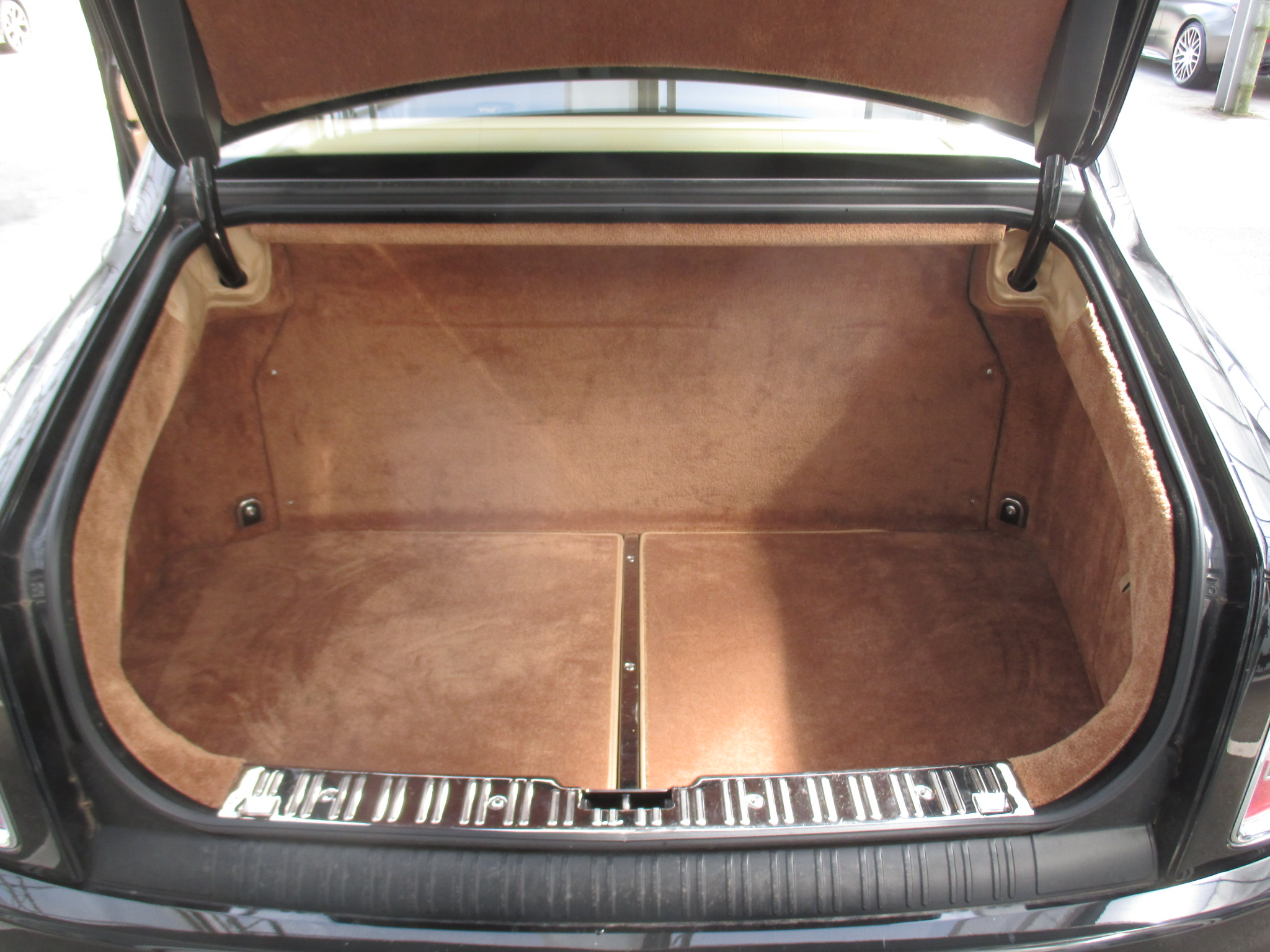
Kofferraum

## Technische Daten 2003–2016
| Kenndaten                                              | Phantom | Phantom Extended Wheelbase (EWB)                                                                                              | |
| ------------------------------------------------------ | --- | --- | --- |
| Motor:                                                 | BMW N73 | BMW N73 | BMW N73 |
| Bauart:                                                | 12-Zylinder-V-Ottomotor (Viertakt), Gabelwinkel 60°                                                                           | 12-Zylinder-V-Ottomotor (Viertakt), Gabelwinkel 60°                                                                           | 12-Zylinder-V-Ottomotor (Viertakt), Gabelwinkel 60°                                                                           |
| Hubraum:                                               | 6749 cm³ | 6749 cm³ | 6749 cm³ |
| Bohrung × Hub:                                         | 92 × 84,6 mm | 92 × 84,6 mm | 92 × 84,6 mm |
| Leistung bei 1/min:                                    | 338 kW (460 PS) bei 5350 | 338 kW (460 PS) bei 5350 | 338 kW (460 PS) bei 5350 |
| Max. Drehmoment bei 1/min:                             | 720 Nm bei 3500 | 720 Nm bei 3500 | 720 Nm bei 3500 |
| Verdichtung:                                           | 11:1 | 11:1 | 11:1 |
| Gemischaufbereitung:                                   | Direkteinspritzung | Direkteinspritzung | Direkteinspritzung |
| Ventilsteuerung:                                       | DOHC, Kette, Valvetronic, Doppel-VANOS                                                                                        | DOHC, Kette, Valvetronic, Doppel-VANOS                                                                                        | DOHC, Kette, Valvetronic, Doppel-VANOS                                                                                        |
| Kühlung:                                               | Wasserkühlung | Wasserkühlung | Wasserkühlung |
| Getriebe:                                              | ZF-Sechsgang-Automatik und ZF-Achtgang-Automatik Hinterradantrieb                                                             | ZF-Sechsgang-Automatik und ZF-Achtgang-Automatik Hinterradantrieb                                                             | ZF-Sechsgang-Automatik und ZF-Achtgang-Automatik Hinterradantrieb                                                             |
| Radaufhängung vorn:                                    | Obere Dreiecklenker, untere Querlenker, Diagonal-Zugstreben, Luftfederung                                                     | Obere Dreiecklenker, untere Querlenker, Diagonal-Zugstreben, Luftfederung                                                     | Obere Dreiecklenker, untere Querlenker, Diagonal-Zugstreben, Luftfederung                                                     |
| Radaufhängung hinten:                                  | Untere Vierpunktlenker, obere Quer- und Schräglenker, Luftfederung, autom. Niveauregulierung, elektronisch geregelte Dämpfung | Untere Vierpunktlenker, obere Quer- und Schräglenker, Luftfederung, autom. Niveauregulierung, elektronisch geregelte Dämpfung | Untere Vierpunktlenker, obere Quer- und Schräglenker, Luftfederung, autom. Niveauregulierung, elektronisch geregelte Dämpfung |
| Bremsen:                                               | Innenbelüftete Scheibenbremsen rundum (Durchmesser v/h 37,4/37 cm), Servo, ABS                                                | Innenbelüftete Scheibenbremsen rundum (Durchmesser v/h 37,4/37 cm), Servo, ABS                                                | Innenbelüftete Scheibenbremsen rundum (Durchmesser v/h 37,4/37 cm), Servo, ABS                                                |
| Lenkung:                                               | Zahnstangenlenkung, servounterstützt                                                                                          | Zahnstangenlenkung, servounterstützt                                                                                          | Zahnstangenlenkung, servounterstützt                                                                                          |
| Karosserie:                                            | Leichtmetall (Space Frame-Struktur), selbsttragend, mit Hilfsrahmen                                                           | Leichtmetall (Space Frame-Struktur), selbsttragend, mit Hilfsrahmen                                                           | Leichtmetall (Space Frame-Struktur), selbsttragend, mit Hilfsrahmen                                                           |
| Spurweite vorn/hinten:                                 | 1685/1670 mm | 1685/1670 mm | 1685/1670 mm |
| Radstand:                                              | 3570 mm | 3820 mm | |
| Abmessungen:                                           | 5834 × 1990 × 1632 mm | 6084 × 1990 × 1634 mm | |
| Leergewicht (DIN):                                     | 2550 kg | 2670 kg | |
| Höchstgeschwindigkeit:                                 | 240 km/h (elektronisch abgeregelt)                                                                                            | 240 km/h (elektronisch abgeregelt)                                                                                            | 240 km/h (elektronisch abgeregelt)                                                                                            |
| 0–100 km/h:                                            | 5,9 s | 6,1 s | |
| Kraftstoffverbrauch innerorts / außerorts in l/100 km: | 23,2 l / 11,3 | 23,3 / 11,4 | |
| Tankinhalt:                                            | 100 l | 100 l | 100 l |
| Grundpreis (SFr):                                      | 609.800 (2007) | 721.500 (2007) | |
| Grundpreis (Euro):                                     | 375.492 (2006)/397.460 (2008)                                                                                                 | 470.050 (2008) | |